# The Rasmus
The Rasmus är en finsk rockgrupp bildad 1994 i Helsingfors. De fyra medlemmarna Lauri Ylönen (sång), Eero Heinonen (bas), Pauli Rantasalmi (gitarr) och Janne Heiskanen (trummor) startade bandet i skolan i slutet av året. Redan vid 17 års ålder fick medlemmarna skivkontrakt med Warner Music Finland, som de gav ut sina tre första album på. På dessa album experimenterade bandet mycket med olika rockstilar med spår av funk- och punkinfluenser men övergick senare till en mer melodisk alternativ pop/rock-stil i samband med sitt fjärde album Into (2001). Detta var också deras första album med trummisen Aki Hakala. Gruppens internationella genombrott kom med hiten "In the Shadows" från femte albumet Dead Letters (2003).
The Rasmus är idag ett av Finlands mest framgångsrika rockband med fler än 3 miljoner sålda album världen runt. De har givit ut sju studioalbum, två samlingsalbum samt 22 singlar. Bland populära låtar kan nämnas singlarna "Liquid", "F-F-F-Falling", "In the Shadows", "First Day of My Life", "Funeral Song (The Resurrection)", "No Fear" och "Livin' in a World Without You".
2022 blev bandet vinnare av Tävlingen för ny musik med bidraget "Jezebel" och representerade Finland i årets Eurovision Song Contest.

## Historia

### 1994–1995: Gruppen bildas och vägen till skivkontrakt
Bandet bildades 1994 av sångaren Lauri Ylönen, basisten Eero Heinonen och gitarristen Pauli Rantasalmi som alla läste vid Skomakarböles gymnasieskola i Helsingfors. Deras första spelning var på julavslutningen i skolan samma år. Efter att ha uteslutit tidigare gruppnamn som "Sputnik" och "Anttila" kom trummisen Janne Heiskanen med förslaget "Rasmus" då han gick med gruppen sommaren året därpå. Namnet har ingen koppling till det svenska mansnamnet; enligt Eero Heinonen är det en kombination av orden 'trash' (som i "trashig" musik) och 'mosh' (från ordet moshpit). Senare samma år kom deras tur då de stötte på deras blivande manager och producent Teja Kotilainen som hade sett dem uppträda på Oranssi Club. Kotilainen uppmärksammades särskilt av bandets riviga och skickliga attityd samt deras egna, svängiga låtar.
Gruppen skrev på kontrakt för Teja G. Records och redan i slutet av 1995 var deras första EP 1st färdiginspelad och utgiven. Den fyrspåriga skivan användes som en demo när den omsider hamnade i händerna på Warner Music Finland som tyckte den var intressant och signerade gruppen 1996.

### 1996–1998: De tidiga åren på Warner Music

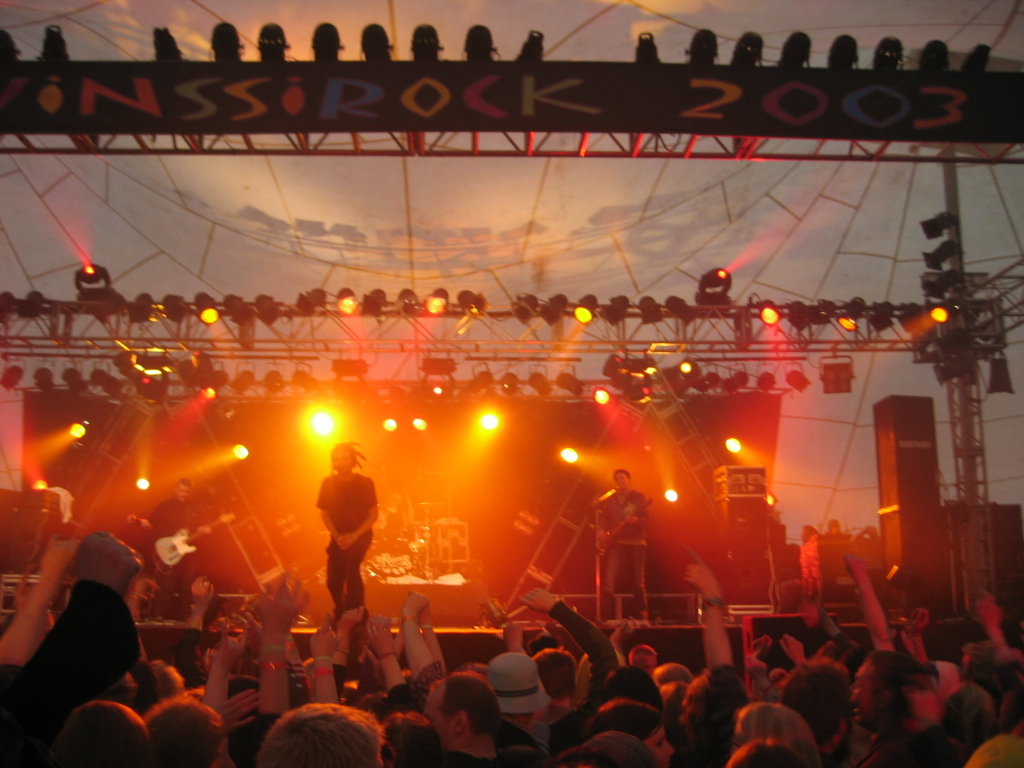
The Rasmus uppträder på Provinssirock i Finland 2003.

Mellan 1996 och 1998 inledde The Rasmus, tillsammans med Teja Kotilainen, en snabbt växande karriär på Warner Music. Debutalbumet Peep gavs ut den 23 september 1996 och blev en oväntad succé i Finland där det nådde 16:e plats och sålde guld. Utmärkande för albumet var den svårkategoriserade stilen. Man hyrde in gästmusiker på saxofon och trumpet för att få det att låta jazzigt och svängigt samtidigt som det uppenbarligen var ett modernt rockalbum med tydliga Red Hot Chili Peppers-influenser.
En uppföljare gavs ut i augusti 1997 med titeln Playboys. Även detta album blev varmt mottaget i Finland såväl som singeln "Blue", som båda sålde guld. Samma år hade gruppen spelat på över 100 shower och festivaler, där de bland annat hade fått vara förband åt Rancid och Dog Eat Dog. Gruppens tredje och sista album på skivbolaget var Hellofatester, utgivet i november 1998.  Trots att singeln "Liquid" framröstades till årets bästa låt i Finland av både fans och kritiker, blev Hellofatester inte någon lika stor succé som de två tidigare albumen.

### 1999–2002: Ny musikalisk inriktning
I slutet av 1998 kom Janne Heiskanen med beskedet att han ville göra ett uppehåll för att vila upp sig i Thailand. Resten av bandet kände dock inte samma behov och en ersättare var därför deras enda alternativ. Deras nya trummis blev därmed Aki Hakala, rekryterad av Pauli Rantasalmi som han hade känt sedan tidigare. Inför gruppens fjärde album ville de slå igenom även utanför Finland och de kom omsider i kontakt med den svenska producent-duon Mikael Nord Andersson och Martin Hansen i Stockholm. Ungefär samtidigt skrev de på kontrakt för det nystartade skivbolaget Playground Music. När bandets namn dök upp i Sverige blev de tvungna att byta för att inte bli förväxlade med den svenska diskjockeyn DJ Rasmus. Bandet såg tilläggsordet "The" framför namnet som en enkel lösning.
The Rasmus fjärde album Into gavs ut den 29 oktober 2001 och visade upp en helomvändning från gruppens tre tidigare album. Inte minst fansen märkte detta då albumets första singel "F-F-F-Falling" nådde radiostationerna under sommaren 2001. Deras tidigare influenser av funk och punk var helt borta, och istället var musiken melodisk och texterna mer seriösa. Med albumets övriga singlar "Chill", "Madness" och "Heartbreaker" blev Into deras första skandinaviska genombrott och de fick därmed deras första ettaplats i Finland. I samband med albumet gjorde man även en skandinavisk turné där The Rasmus fick vara förband åt HIM, Red Hot Chili Peppers och Roxette inför en publik på ca 40 000 människor.
I november 2001 gav man ut samlingsalbumet Hellofacollection, innehållande gruppens populäraste låtar från Peep (1996) till Into (2001).

### 2003–2004: Genombrottet medDead Letters

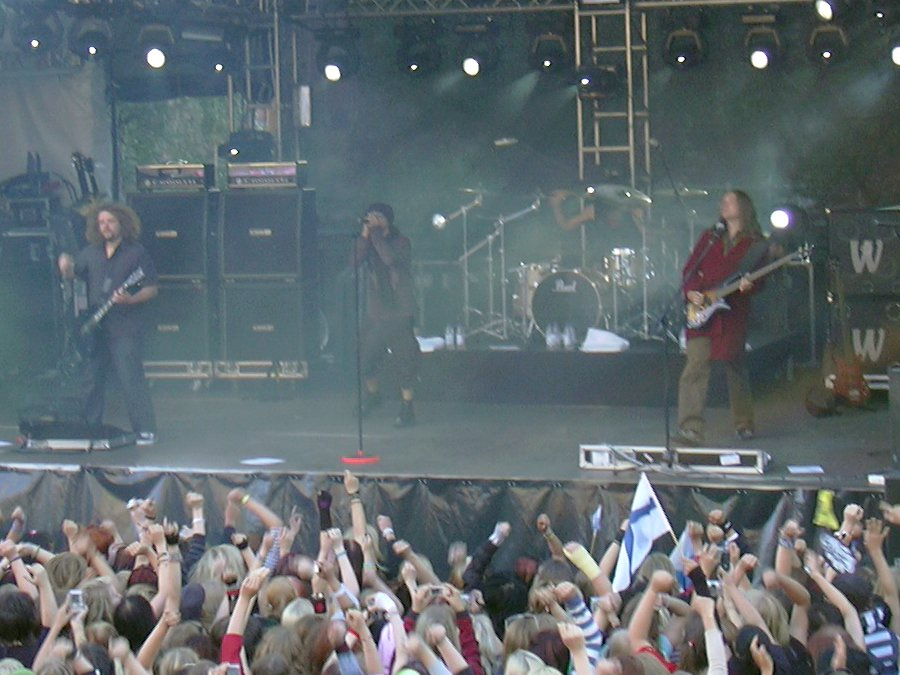
The Rasmus live i Tammerfors, Finland 2006.

Under inspelningarna av The Rasmus femte album, Dead Letters, lät bandet utforska ett mörkare, tyngre och mer gothic rock-inspirerat sound. Även om Lauri Ylönens sång förblev varm och relativt ljus var flera av låtarna inspelade direkt efter att han hade rökt en cigarett i hopp om att få rösten att låta aningen hesare och skrovligare. I en intervju med Svenska Dagbladet vid skivsläppet sa Ylönen att det "låter rock'n'roll att röka". Flera av låtarnas texter skrev Ylönen ur ett mycket personligt perspektiv och titeln syftar på att varje låt kan ses som ett brev till någon men som inte kommit fram.
Dead Letters utgavs i mars 2003 och för produktionen stod återigen Mikael Nord Andersson och Martin Hansen. Tillsammans med den mer radiovänliga singeln "In the Shadows" innebar albumet gruppens internationella genombrott. Albumet nådde förstaplats i Tyskland, Österrike och Schweiz och bandet blev vinnare av fyra priser vid Emma-galan (Finlands motsvarighet till Grammis) samt Best Nordic Act vid MTV Europe Music Awards. Under året följde ytterligare fyra framgångsrika singlar; "In My Life", "First Day of My Life", "Funeral Song (The Resurrection)" och "Guilty".
Till följd av albumets internationella genombrott kunde The Rasmus för första gången ge sig ut på en världsturné. Dead Letters Tour innefattade hundratals spelningar i såväl Europa som USA och Japan. En konsert från turnén på Gampel Open Air i Schweiz släpptes även på DVD under titeln Live Letters 2004. En uppmärksammad incident inträffade under turnén när bandet skulle spela på  Reading i England 2004. Vittnen vid festivalen rapporterade att tomflaskor och lera i stora mängder kastades upp på scenen och The Rasmus tvingades kliva av efter bara en låt.
I oktober 2004 gästade Ylönen det finländska heavy metal-bandet Apocalyptica på låten "Bittersweet" tillsammans med Ville Valo från HIM. Låten gavs ut på singel som kom etta på Finlands singellista, och man spelade även in en musikvideo. Ylönen samarbetade återigen med Apocalyptica på låten "Life Burns!" i november 2005. Även denna låt släpptes som singel och video.

### 2005–2006:Hide from the Sun
När Dead Letters Tour hade nått sitt slut var The Rasmus för tredje gången tillbaka i NordHansen Studio i Stockholm, men kände sig den här gången betydligt mindre motiverade att påbörja sitt sjätte album. Trots att gruppen hade fått en mängd inspiration från sin världsturné var de ganska fattiga på idéer. Inspelningsprocessen framskred snabbt och albumet spelades in på bara tre månader.
Albumet gavs ut i september 2005 under namnet Hide from the Sun, vilket enligt Ylönen syftar på att gömma sig från rampljuset som Dead Letters hade gett dem. På albumet gick även Apocalyptica med på att bidra med cello på låten "Dead Promises". Den första och mest populära singeln, "No Fear", gavs ut i augusti och började genast att spelas flitigt på radiostationerna runtom Europa. Vid skivsläppet var en ny världsturné planerad, Hide from the Sun Tour, där bandet spelade tillsammans med HIM och Negative i Europa samt med Lostprophets och Kill Hannah i USA under 2006. Sämre marknadsföring och mindre radiovänliga singlar gjorde att Hide from the Sun inte nådde upp i samma popularitet som Dead Letters men trots det byggde albumet upp en större fanskara i Mexiko och Argentina genom fansajter och fanclubs.
Uppföljarsinglarna till "No Fear" var de mindre framgångsrika "Sail Away" och "Shot". Ett tag hade man även planerat att släppa "Immortal"  som singel, som det istället bara gjordes en video till. Den skapades av Eero Heinonen och är baserad på videoklipp från The Rasmus olika konserter. I september 2006 släppte Heinonen även debutalbumet Making Waves med sitt sidoprojekt Hay & Stone. En del konserter följde i Finland men dock aldrig utanför Finlands gränser.

### 2007–2009:Black Rosesoch Desmond Child
I slutet av 2006 vilade bandet upp sig under en längre period hemma i Helsingfors och började samtidigt skriva nya låtar till ett kommande album. Bandet hade bestämt ett möte med den välkända amerikanska producenten Desmond Child i Dominikanska republiken tidigare i november efter att ha mottagit ett e-postmeddelande där Child hade skrivit att han var intresserad av att arbeta med gruppen. Bandet blev glatt överraskade av meddelandet och såg samarbetet som en räddning av föregångarens flopp. Man spelade in delar av albumet på olika platser i världen men huvudsakligen i Nashville och Helsingfors. Black Roses, ett vagt konceptalbum, gavs ut i september 2006 tillsammans med singeln "Livin' in a World Without You".

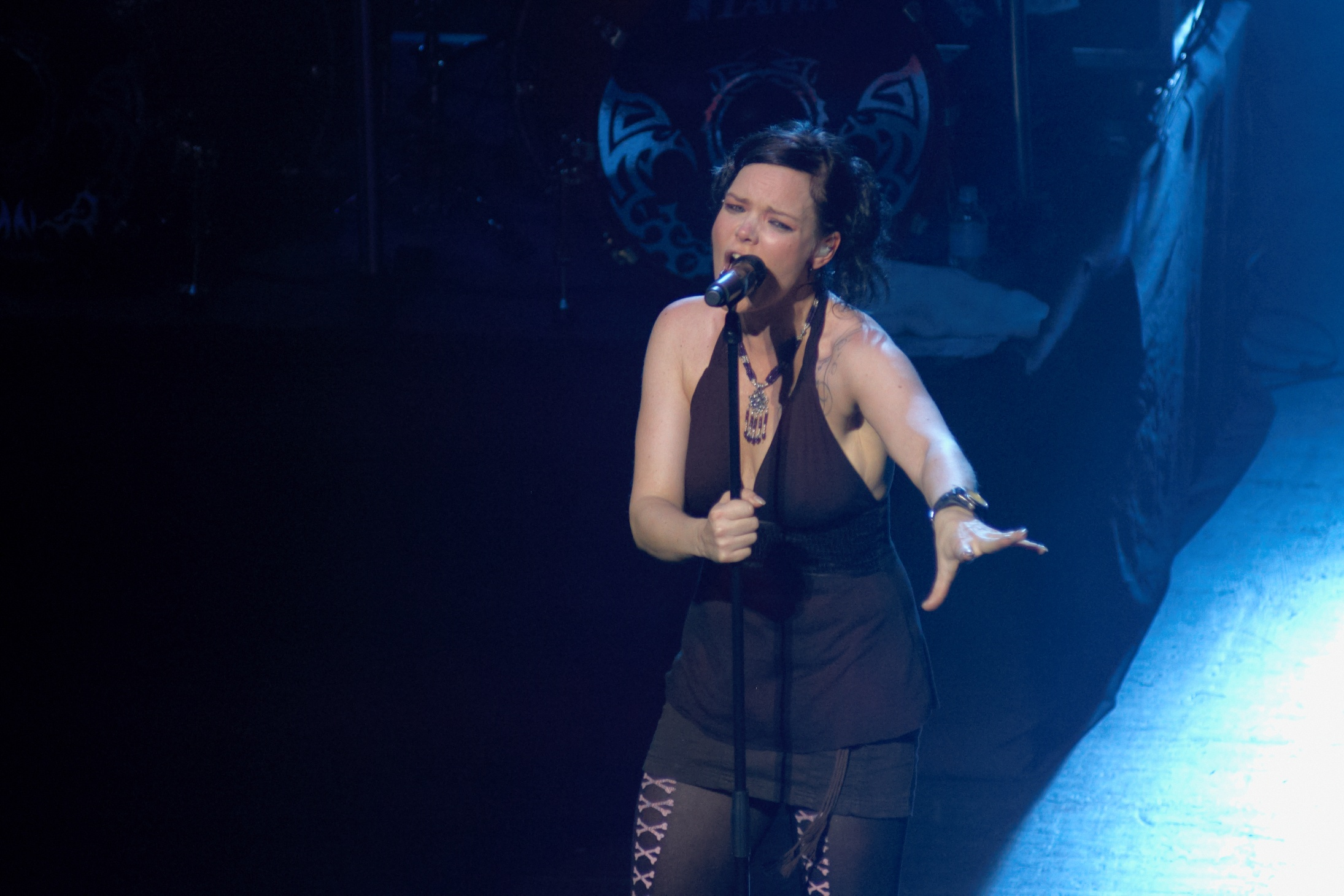
Anette Olzon medverkar på duetten "October & April".

Samarbetet med Child omfattade inte bara produktionen utan också låtskrivandet, vilket innebar en del förändringar i The Rasmus egen stil. Under inspelningen arbetade man mycket med elektroniska instrument när musiken skapades från början, vilket inte ändrades vid det slutliga resultatet. Gitarren är därför insvept i synth-baserade melodier. Trots bytet till en betydligt mer välkänd producent uppnådde Black Roses lägre listplaceringar än Hide from the Sun och presskritiken i Europa var överlag dålig.
I oktober 2008 utförde The Rasmus en gemensam miniturné i Finland tillsammans med Von Hertzen Brothers och Mariko. Turnén hette Dynasty Tour 2008 och innefattade sju spelningar. Andra singeln från Black Roses blev "Justify", som gavs ut i januari 2009; drygt en vecka innan starten av albumets turné Black Roses Tour. Denna turné omfattade de största länderna i Europa samt några i Latinamerika. En spelning i Mexiko ställdes dock in på grund av svininfluensan. I Storbritannien fick The Rasmus vara förband åt Backyard Babies på totalt sex shower, och senare i juni hölls festivalen Monsters of Rock i Ryssland på totalt åtta shower. The Rasmus fick den här gången spela tillsammans med de välkända rockikonerna Scorpions, Alice Cooper och Kingdom Come.
I november 2009 gav man ut det nya samlingsalbumet Best of 2001–2009. Samlingens enda nya låt var "October & April", en duett mellan Lauri Ylönen och Nightwish-sångerskan Anette Olzon som skrevs redan för åtta år sedan. Den skulle egentligen ligga med på Black Roses, men gjorde inte det eftersom den inte passade in i albumkonceptet.

### 2010–2012: Lauri Ylönens soloalbum och självbetitladeThe Rasmus
Redan efter utgivningen av Best of-samlingen, som skulle bli gruppens sista album på Playground Music, började Lauri Ylönen och Pauli Rantasalmi skissa på material till ett nytt studioalbum. Hösten 2009 arbetade de två medlemmarna till en början parallellt; Ylönen i Helsingfors och Rantasalmi i sitt hem i Singapore. När Ylönen kom för att hälsa på honom märkte de snart att inspelningarna vid Singapore-studion gav upphov till låtar som skiljde sig alltför mycket från The Rasmus vanliga sound; de var elektroniska och dansiga. Resultatet av denna Daft Punk-influerade produktion blev istället ett soloalbum för Ylönen, betitlat New World och utgivet den 30 mars 2011.
The Rasmus återupptog arbetet med sitt åttonde album under sommaren 2011 och inspelningsprocessen fortsatte året ut, då även tillsammans med deras gamla producent Martin Hansen. 23 februari 2012 tillkännagavs det att gruppen hade signerats hos Universal Music och att det nya albumet, The Rasmus, kommer att ges ut den 18 april 2012. Första singeln från albumet, "I'm a Mess", debuterade live den 25 februari 2012 vid Helsingfors ishall i samband med finalen av Tävlingen för ny musik. Albumet The Rasmus släpptes som planerat varpå gruppen begav sig ut på en mindre europeisk turné för att marknadsföra det. Även om albumet fick begränsad uppmärksamhet i pressen lyckades man göra avtryck på några av topplistorna i Europa, med en vecka på tredjeplatsen i Finland som bäst. Som uppföljarsingel till "I'm a Mess" valdes "Stranger", utgiven för den finska marknaden den 14 maj 2012. Till låten gjordes även en musikvideo i regi av Aku Louhimies.
Den 21 september 2012 släpptes den nya låten "Mysteria" som digital singel, producerad av Jukka Immonen. Låten släpptes även på en nyutgåva av albumet, The Rasmus – Tour Edition, den 9 november. Därutöver lanserade man dvd:n Live 2012 / Mysteria, som först såldes på turné innan den blev tillgänglig i begränsad upplaga via Internettjänsten PledgeMusic den 15 december.

### 2013–2020: Uppehåll ochDark Matters
Efter ett fem års uppehåll var bandet tillbaka på skivbolaget Playground Music och tillkännagav via sin Facebook-sida den 13 mars 2017 att en ny singel, "Paradise", skulle släppas den 31 mars. Singeln var den första från bandets nionde studioalbum, Dark Matters, som spelades in i Stockholm under produktion av den svenska låtskrivartrion The Family. Musikaliskt sett har Dark Matters influenser av bland annat modern electropop; Ylönen beskrev det som "en berg-och-dalbana med många olika teman och personliga känslor."  Albumet nådde som bäst sjunde plats på Finlands albumlista. En europeisk turné följde under hösten 2018 tillsammans med förbanden Klogr och The Weyers. Den 14 september 2018 släpptes den fristående singeln "Holy Grail".
Mellan september och november 2019 genomfördes "The Rasmus Plays Dead Letters", en turné där bandet framförde Dead Letters i sin helhet, som ett 15-årsjubileum av albumet. Den 6 september släpptes även en nyutgåva av skivan på CD och LP, betitlad Dead Letters Fan Edition.

### 2021–idag:Riseoch Eurovision Song Contest 2022

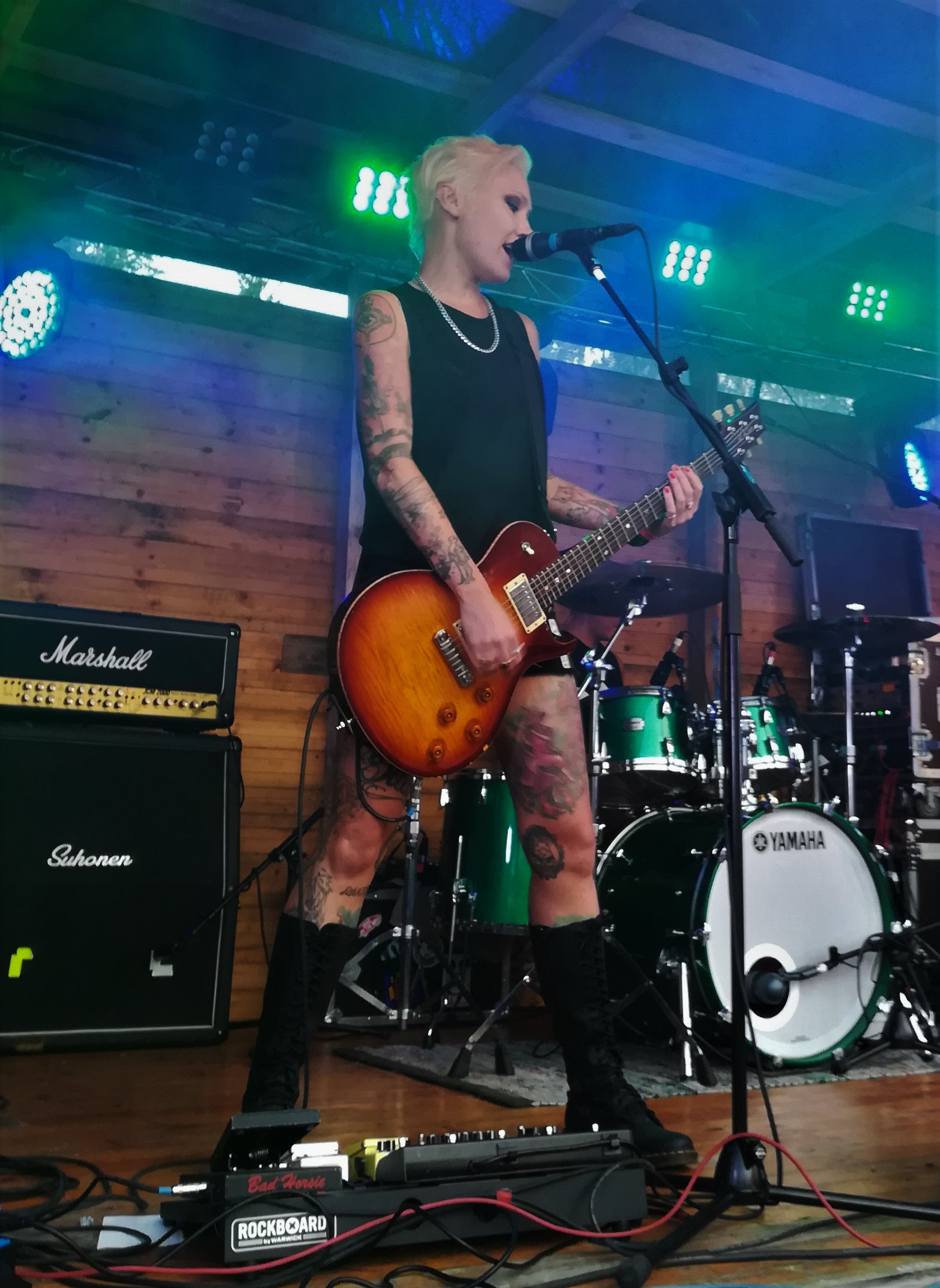
Emilia Suhonen ersatte bandets originalgitarrist Pauli Rantasalmi i början av 2022.

Under Coronaviruspandemin 2019–2021 spelade The Rasmus in deras tionde studioalbum tillsammans med producenten Jon "Joshua" Schumann. Den 14 maj 2021 gav badet ut singeln "Bones", som enligt Ylönen handlar om dålig karma. "Det du lämnar bakom dig i livet kommer du att hitta framför dig en dag. Den här låten visar ett lite annorlunda sound men har fortfarande det typiska mörka lagret av The Rasmus." Uppföljarsingeln "Venomous Moon" släpptes den 4 september och är ett samarbete med bandet Apocalyptica.
Den 9 januari 2022 tillkännagavs det att Pauli Rantasalmi hade valt att lämna bandet. Tre dagar efter presenterade bandet deras nya gitarrist Emilia Suhonen, känd från bland annat poprockbandet Tiktak. Samtidigt blev det klart att bandet skulle ställa upp i Tävlingen för ny musik (UMK) 2022 med låten "Jezebel", som släpptes den 17 januari. Låten, som är skriven tillsammans med Desmond Child, blev det vinnande bidraget i UMK den 26 februari, med 310 poäng. Bandet kom därmed att representera Finland i Eurovision Song Contest i Turin i Italien, där "Jezebel" slutade på plats 21.
Rise, bandets tionde album, gavs ut av Playground Music den 23 september 2022.

## Musikstil och influenser
The Rasmus ses primärt som ett alternativ rock-band. Under bandets tidiga år på Warner Music var deras svängiga rockmusik influerad av både funk, punk, rap och jazz. De experimenterade med genrer såsom ska-punk och raprock med Red Hot Chili Peppers som en viktig inspirationskälla. Vid utgivningen av Into (2001) övergick dock gruppen till en mer melodisk alternativ rock-stil utan rapsång. I samband med Into kom musiken även att bli mer symfonirock-inspirerad då de började använda sig mer av fiol i musiken, vilket hörs på rockballader som "Last Waltz", "Funeral Song" och "Sail Away". Likt andra internationellt framgångsrika rockband från Finland utforskade även The Rasmus en tyngre och mer melankolisk stil på albumen Dead Letters och Hide from the Sun. Tillsammans med Lauri Ylönens gothliknande utseende har i synnerhet dessa två album av kritiker fallit under en snarlik gothic rock-genre som HIM och The 69 Eyes men har även kategoriserats som "lighthårdrock".
Enligt medlemmarna själva fokuserar de på starka melodier och personliga texter, likt den svenska gruppen Kent, ett band de har beundrat sedan Into-eran. Lauri Ylönen är bandets primära textförfattare och har hämtat mycket inspiration från sina idoler Björk, Muse och Radiohead när det gäller sjungandet. Ylönens texter behandlar ofta relationer till familj och vänner, folks attityder och på senare tid även teman som kärlek och döden. Fastän gruppen inte är kända för sina gitarrsolon har gitarristen Pauli Rantasalmi bidragit med kortare solon i flera låtar, däribland "Blue", "No Fear" och "You Got It Wrong". Rantasalmi har även framfört en del längre, Metallica-influerade solon i "Not Like the Other Girls" och "Lost and Lonely".
The Rasmus har vid flera tillfällen påpekat hur viktigt det är att få experimentera bland olika stilar för att kunna utvecklas som musiker. I en intervju från 2005 kommenterade Rantasalmi: "Jag tycker alltid att vi hittar vår stil, den har bara varit annorlunda hela tiden. Sedan gillar jag inte ordet "stil". Vårt nyare material låter ibland mer, ibland mindre likt det äldre; vi vill inte ändra på den biten! En del artister lever på en och samma låt under hela deras karriär, medan andra utvecklar sig hela tiden... och vi räknar oss själva till den andra gruppen."

## Dynasty

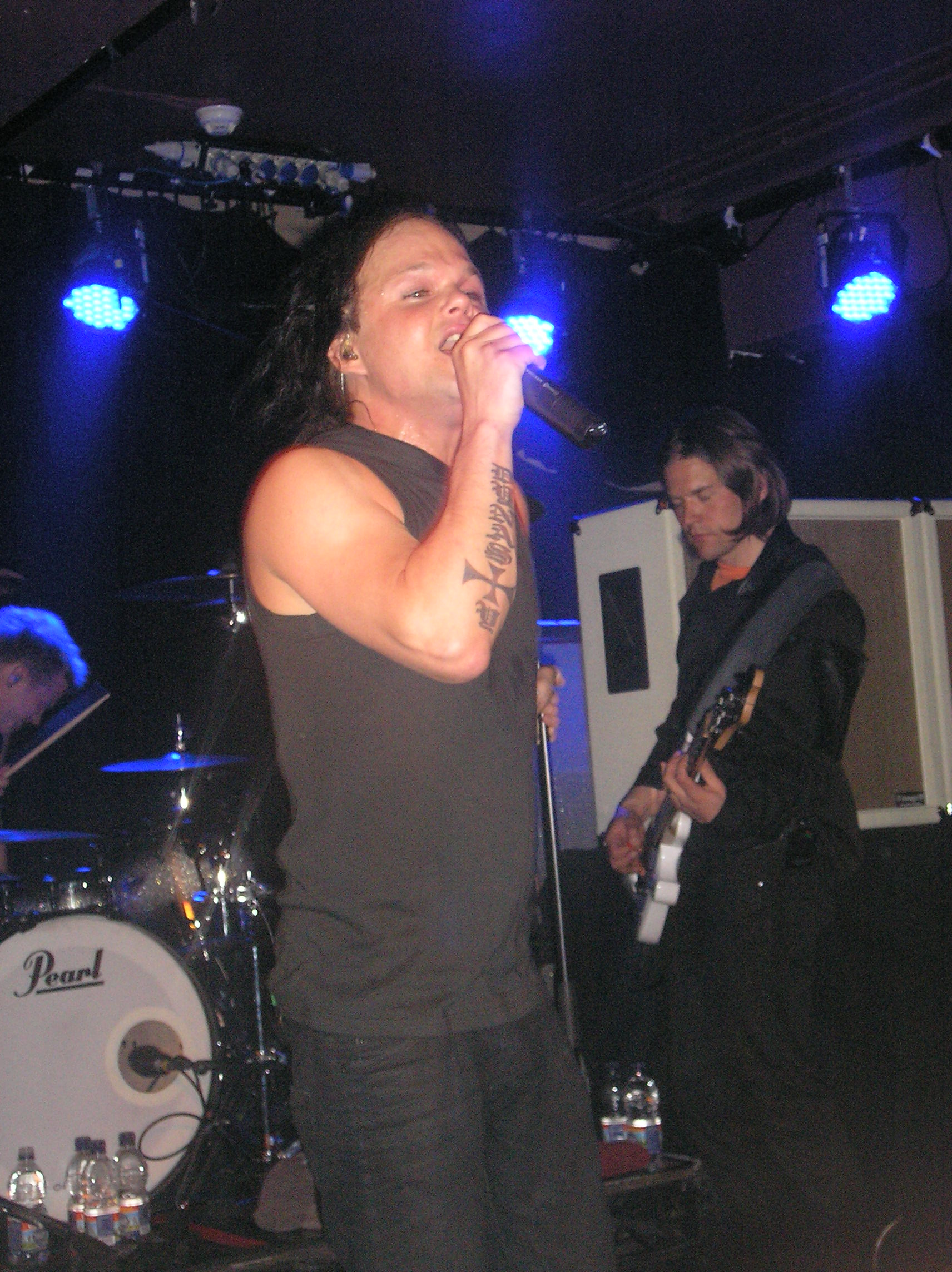
Lauri Ylönen är sångare och primär textförfattare i The Rasmus.

Huvudartiklar: Dynasty och Dynasty Helsinki
Dynasty var ursprungligen en förening som startades 1999 av The Rasmus och de mindre framgångsrika grupperna Killer och Kwan. Föreningen symboliserade bland annat vänskap mellan de tre banden och dess medlemmar. Flera av medlemmarna (till exempel Lauri Ylönen och Pauli Rantasalmi) bär tatueringar eller Dynasty-logotypen på musikinstrument. De tre banden har ofta arbetat tillsammans inom musiken. The Rasmus trummis Aki Hakala har exempelvis spelat trummor i både Killer och Kwan. Han medverkar även i Kwans video till låten "Padom". Ylönen och Rantasalmi hade rollen som managers åt Killer innan de upplöstes 2005.
Dynasty som förening lades ner samtidigt som Killer men blev istället en musikstudio samt skivbolag. Skivbolaget startades i oktober 2005 av Ylönen och Rantasalmi tillsammans med två vänner.

## Medlemmar
Nuvarande
- Lauri Ylönen – sång (sedan 1994)
- Eero Heinonen – bas, ibland bakgrundssång (sedan 1994)
- Aki Hakala – trummor (sedan 1999)
- Emilia Suhonen – gitarr (sedan 2022)

Tidigare
- Jarno Lahti – trummor (1994)[45][46]
- Janne Heiskanen – trummor (1995–1999)
- Pauli Rantasalmi – gitarr (1994–2022)

## Diskografi
- Peep (1996)
- Playboys (1997)
- Hellofatester (1998)
- Into (2001)
- Dead Letters (2003)
- Hide from the Sun (2005)
- Black Roses (2008)
- The Rasmus (2012)
- Dark Matters (2017)
- Rise (2022)

## Turnéer
- Skandinavisk turné för albumet Into (2001)
- Dead Letters Tour (2003–05)
- Hide from the Sun Tour (2005–06)
- Dynasty Tour 2008 (2008)
- Black Roses Tour (2009)
- Dark Matters Tour (2017-)